# Boulder Dash (Lake Compounce)
Pour l’article homonyme, voir Boulder Dash (jeu vidéo).
Boulder Dash est un parcours de montagnes russes en bois, construit par Custom Coasters International, situé à Lake Compounce à Bristol, dans le Connecticut, aux États-Unis. Il a ouvert ses portes en 2000.

## Récompenses
Boulder Dash a été élu numéro un mondial des montagnes russes en bois en 2001 et 2004 par le National Amusement Park Historical Association, et il a pris la première des Golden Ticket Awards d'Amusement Today dans la catégorie montagnes russes en bois quatre fois depuis 2004. C'est le plus long parcours de montagnes russes en bois de la côte Est des États-Unis.[réf. nécessaire]